# 剑桥第一次世界大战史
《剑桥第一次世界大战史》（英語：The Cambridge History of the First World War），是一系列由英国剑桥大学出版社出版的历史学著作，共3卷，论及第一次世界大战期间的世界历史。